# 大六野秀畝
大六野 秀畝（だいろくの しゅうほ、1992年12月23日 - ）は、鹿児島県いちき串木野市出身の陸上競技選手。専門は長距離走。鹿児島城西高等学校、明治大学卒業。旭化成陸上部に所属。2018年日本選手権10000m優勝者。また、2017年～2019年・2025年の4度、ニューイヤー駅伝優勝メンバーに名を連ねている。

## 経歴・人物

### 高校時代まで
- 小学3年時に友人の誘いで地元の生福陸上スポーツ少年団に入団したことをきっかけに陸上を始めた[1]。
- 中学時代は生冠中学校の陸上部に所属。中学2年時に長距離を専門とする先生に出会い、本格的な練習に取り組み、県大会で8位を記録する。
- 高校時代は鹿児島城西高等学校の陸上部に所属。鹿児島県内には、大六野の学年が高校3年時の2010年全国高校駅伝で優勝を成し遂げた駅伝の強豪校・鹿児島実業高校があることもあり、大六野は全国高校駅伝には1度も出場経験がない。
- 学生時代は日置地区代表で鹿児島県下一周市郡対抗駅伝競走大会に出場。複数区間で区間記録を保持している[2]。

### 大学時代
- 高校卒業後は明治大学に進学。同級生には大六野と同じく鹿児島県出身で鹿児島実業高校の全国高校駅伝優勝メンバーである有村優樹など有力選手が多く最強世代と呼ばれた[3]。大六野は駅伝と縁がなかった高校時代とは一転し、大学1年生から4年生までの4年間で大学三大駅伝にフル出場した[4]。中でも4年時の全日本大学駅伝では最強世代のエースとしてアンカー8区を担当。4位でタスキを受け取ると、序盤は落ち着いた走りを見せ、終盤に前を行く東洋大学の主将・田口雅也を抜き去ると、中継所の時点で38秒差が開いていた青山学院大学のエースで、後に山の神と呼ばれることになる神野大地にも追いつき並走。最後には1秒差で競り勝ち、明治大学史上最高となる総合2位でゴールした。大六野は田口や神野だけでなく山梨学院大学の外国人留学生エノック・オムワンバも抑え区間賞を獲得した[5]。また、大六野の圧倒的な走りにより、ゴール直前で38秒もの差をひっくり返され順位を落とした神野大地は、大六野に抜かれた瞬間の自身の写真を翌年の全日本大学駅伝まで自分を戒めるために携帯電話の待受画面に設定していたというエピソードがある[6]。
- 箱根駅伝では1年生の時に1区（区間6位）、2年生から4年生までの3年間はエース区間の2区を走った（区間12位-5位-5位）。特に大学駅伝の集大成となる4年時の第91回箱根駅伝では2区で他大学の主力選手と互角に渡り合ってよい流れを作り、結果として明治大学は64年ぶりに往路を2位で終えることができた[7]。区間順位こそ5位だったが、タイムは1時間07分56秒と好記録であった。この大会の2区では区間順位5位の大六野までの5人が1時間07分台の記録で走ったが、5人もの日本人選手が1時間07分台のタイムを記録したのはこの第91回大会が初めてである[8]。2015年卒の選手として、駒澤大学の村山謙太と共に学生三大駅伝フル出場を果たした。

### 社会人入り
- 大学卒業後は、兼ねてから目標としていた明治大学の3学年上のエース・鎧坂哲哉の所属する旭化成に有村優樹とともに入社[9]。他の同期には、この年の8月に世界陸上に双子で出場することになる村山謙太・村山紘太兄弟、有村とともに鹿児島実業高校を全国高校駅伝優勝に導いた吉村大輝、市田孝・市田宏兄弟がいる[10]。入社直後の2015年5月のゴールデンゲームズinのべおかでは5000m最終A組に登場し、組トップでゴールした鎧坂に次ぐ2位でゴール。13分34秒37という好記録で走り自己ベストも更新した。この組では同期入社の市田孝が3位に入り、表彰台を旭化成勢で独占。旭化成陸上部の地元延岡を大いに沸かせた[11]。翌6月の第99回日本陸上競技選手権大会では5000mと10000mに出場。10000mは14位に終わったが、5000mではまたも鎧坂に次ぐ順位となる6位でゴールし日本選手権初入賞を果たした。同年11月の八王子ロングディスタンスでは10000mに出場。記録は27分46秒55と、初めて27分台に突入し、2016年リオデジャネイロオリンピックの参加標準記録を突破した。
- 2015年11月の九州実業団毎日駅伝で実業団駅伝デビュー。ルーキーながらエース区間の4区を担当し区間賞を獲得。旭化成は1区から一度も先頭を譲らない圧巻のレース展開で3年ぶりの優勝を果たした。
- 2016年1月の全日本実業団対抗駅伝競走大会は、変動の3区を任され、38分45秒と、区間6位で、チーム順位も7つ上げるなど（21位→14位）チームの遅れを取り戻す好走を見せた。
- 2017年1月の全日本実業団駅伝では、前年に続いて3区を任され、38分30秒と区間3位の快走。チーム順位も20位から9つ上げ、11位で襷をつないだ。旭化成は4区以降も市田孝、村山謙太、市田宏が3連続区間賞を獲得する活躍で18年ぶりの優勝を果たした[12]。
- 2018年1月の全日本実業団駅伝では、エース区間の4区を任された。後続のチームに差を縮められたが、区間5位の好走で1位を守り抜いた。チームはその後も首位をキープし、連覇を果たした。また、トラックシーズンは、日本グランプリシリーズの兵庫リレーカーニバル(10000ｍ)、織田記念陸上(5000ｍ)、ゴールデンゲームズinのべおか(10000ｍ)各大会で日本人首位の好成績を収め、日本選手権では10000ｍで初優勝を果たした[13]。その後は、オリンピックの選考大会であるマラソングランドチャンピオンシップ（以下MGC）出場権獲得を目指し、北海道マラソンに出場予定だったが、故障のため断念した。
- 2019年1月の全日本実業団駅伝では、故障から復帰しアンカー区間の7区を担当し、トップでタスキを受けると、2秒差の2位で中継したMHPSの7区･岩田勇治とゴール直前まで並走。ラスト100ｍを切ってからのラストスパートで岩田を振り切り、3連覇の立役者となった[14]。2月には、別府大分毎日マラソンで過去2度見送ったマラソン初出場を果たす[15]。マラソンデビュー戦ながら、日本屈指のスピードランナーとして優勝候補と目され、旭化成勢初のマラソングランドチャンピオンシップ出場権獲得が期待されたが、30キロ手前で左足にできたマメの影響で失速。初マラソンのため途中棄権の方法がわからず、立ち止まりながらもなんとかゴールに辿り着いたが、出場権獲得はならなかった[16]。
- 2023年2月の大阪マラソン2023において、自身初となるMGC出場権を獲得した[17]。序盤から、先頭集団でレースを進めた。後半足が攣ったものの、2時間09分26秒の成績を記録した。これにより、本大会と前年2月に開催された別府大分毎日マラソンの平均タイムが2時間10分00秒を切ったため、ワイルドカード枠での出場を確定させた。なお、本大会では、明治大学時代の同期で引退レースとなった文元慧とゴールまで競り合った。2023年8月29日、脛骨過労性骨膜炎のためMGCを欠場すると発表した。

## 主な戦績
| 年   | 大会                                 | 種目（区間）   | 順位 | 記録          | 備考                                                       |
| ---- | ------------------------------------ | -------------- | ---- | ------------- | ---------------------------------------------------------- |
| 2012 | 第66回香川丸亀国際ハーフマラソン     | ハーフマラソン | 28位 | 1時間02分19秒 | 明治大新記録（当時）                                       |
| 2014 | 第98回日本陸上競技選手権大会         | 5000m          | 17位 | 13分54秒92    |                                                            |
| 2015 | 第99回日本陸上競技選手権大会         | 5000m          | 6位  | 13分41秒13    |                                                            |
| 2015 | 第99回日本陸上競技選手権大会         | 10000m         | 14位 | 29分21秒39    |                                                            |
| 2016 | 第70回記念香川丸亀ハーフマラソン     | ハーフマラソン | 7位  | 1時間01分32秒 | 自己新記録                                                 |
| 2016 | 第50回織田幹雄記念国際陸上競技大会   | 5000m          | 5位  | 13分31秒56    | 日本人1位                                                  |
| 2016 | 第100回日本陸上競技選手権大会        | 5000m          | 3位  | 13分39秒52    |                                                            |
| 2016 | 第100回日本陸上競技選手権大会        | 10000m         | 6位  | 28分26秒53    |                                                            |
| 2017 | 第101回日本陸上競技選手権大会        | 5000m          | 2位  | 13分50秒07    |                                                            |
| 2017 | 第101回日本陸上競技選手権大会        | 10000m         | 9位  | 28分50秒60    |                                                            |
| 2018 | 第66回兵庫リレーカーニバル           | 10000m         | 5位  | 28分21秒75    | 日本人1位                                                  |
| 2018 | 第52回織田幹雄記念国際陸上競技大会   | 5000m          | 3位  | 13分37秒24    | 日本人1位                                                  |
| 2018 | 第29回ゴールデンゲームズinのべおか   | 10000m         | 優勝 | 28分00秒49    |                                                            |
| 2018 | 第102回日本陸上競技選手権大会        | 10000m         | 優勝 | 28分30秒66    |                                                            |
| 2019 | 第68回別府大分毎日マラソン           | マラソン       | 37位 | 2時間21分47秒 | 初マラソン･MGCシリーズ（2020年東京オリンピック選考レース） |
| 2020 | 東京マラソン2020                     | マラソン       | 30位 | 2時間11分19秒 | MGCファイナルチャレンジ                                    |
| 2020 | 第104回日本陸上競技選手権大会        | 10000m         | 19位 | 28分01秒29    |                                                            |
| 2021 | 第49回全日本実業団ハーフマラソン大会 | ハーフマラソン | 15位 | 1時間01分33秒 |                                                            |
| 2021 | 第74回びわ湖毎日マラソン             | マラソン       | 6位  | 2時間07分12秒 | 旭化成新記録                                               |
| 2021 | 第75回福岡国際マラソン               | マラソン       | 18位 | 2時間13分25秒 |                                                            |
| 2022 | 第70回別府大分毎日マラソン           | マラソン       | 10位 | 2時間10分11秒 |                                                            |
| 2022 | アムステルダムマラソン2022           | マラソン       | 21位 | 2時間12分39秒 | 日本人1位                                                  |
| 2023 | 第51回全日本実業団ハーフマラソン大会 | ハーフマラソン | 27位 | 1時間02分02秒 |                                                            |
| 2023 | 大阪マラソン2023                     | マラソン       | 32位 | 2時間09分26秒 | ワイルドカードによるMGC出場権獲得                          |
| 2023 | マラソングランドチャンピオンシップ   | マラソン       | DNS  | －            | 脛の骨膜炎のため欠場                                       |

### 大学駅伝戦績
| 学年               | 出雲駅伝                      | 全日本大学駅伝              | 箱根駅伝                          |
| ------------------ | ----------------------------- | --------------------------- | --------------------------------- |
| 1年生 （2011年度） | 第23回 3区-区間4位 23分28秒   | 第43回 1区-区間4位 43分45秒 | 第88回 1区-区間6位 1時間02分46秒  |
| 2年生 （2012年度） | 第24回 6区-区間11位 31分26秒  | 第44回 2区-区間5位 38分14秒 | 第89回 2区-区間12位 1時間11分43秒 |
| 3年生 （2013年度） | 第25回 3区-区間12位 23分54秒  | 第45回 8区-区間4位 58分35秒 | 第90回 2区-区間5位 1時間09分15秒  |
| 4年生 （2014年度） | 第26回 1区エントリー 大会中止 | 第46回 8区-区間賞 58分06秒  | 第91回 2区-区間5位 1時間07分56秒  |

### 実業団駅伝戦績
| 年度                   | 大会                               | 区間        | 区間順位 | 記録             | 総合順位   |
| ---------------------- | ---------------------------------- | ----------- | -------- | ---------------- | ---------- |
| 2015年度 （入社1年目） | 第52回九州実業団対抗毎日駅伝大会   | 4区(12.2㎞) | 区間賞   | 35分02秒         | 旭化成優勝 |
| 2015年度 （入社1年目） | 第60回全日本実業団対抗駅伝競走大会 | 3区(13.6㎞) | 区間6位  | 38分45秒         | 旭化成7位  |
| 2016年度 （入社2年目） | 第53回九州実業団対抗毎日駅伝大会   | 1区(12.9㎞) | 区間賞   | 36分55秒         | 旭化成2位  |
| 2016年度 （入社2年目） | 第61回全日本実業団対抗駅伝競走大会 | 3区(13.6㎞) | 区間3位  | 38分30秒         | 旭化成優勝 |
| 2017年度 （入社3年目） | 第54回九州実業団対抗毎日駅伝大会   | 5区(13.4㎞) | 区間賞   | 39分53秒         | 旭化成2位  |
| 2017年度 （入社3年目） | 第62回全日本実業団対抗駅伝競走大会 | 4区(22.4㎞) | 区間5位  | 1時間05分51秒    | 旭化成優勝 |
| 2018年度 （入社4年目） | 第55回九州実業団対抗毎日駅伝大会   | 出走なし    | 出走なし | 出走なし         | 旭化成優勝 |
| 2018年度 （入社4年目） | 第63回全日本実業団対抗駅伝競走大会 | 7区(15.5㎞) | 区間2位  | 45分48秒         | 旭化成優勝 |
| 2019年度 （入社5年目） | 第56回九州実業団対抗毎日駅伝大会   | 7区(16.0㎞) | 区間賞   | 46分09秒(区間新) | 旭化成優勝 |
| 2019年度 （入社5年目） | 第64回全日本実業団対抗駅伝競走大会 | 出走なし    | 出走なし | 出走なし         | 旭化成優勝 |
| 2020年度 （入社6年目） | 第57回九州実業団対抗毎日駅伝大会   | 5区(13.0㎞) | 区間賞   | 37分46秒         | 旭化成優勝 |
| 2020年度 （入社6年目） | 第65回全日本実業団対抗駅伝競走大会 | 3区(13.6㎞) | 区間2位  | 37分45秒         | 旭化成3位  |
| 2021年度 (入社7年目)   | 第58回九州実業団対抗毎日駅伝大会   | 7区(16.0㎞) | 区間賞   | 45分57秒(区間新) | 旭化成優勝 |
| 2021年度 (入社7年目)   | 第66回全日本実業団対抗駅伝競走大会 | 7区(15.5㎞) | 区間4位  | 47分37秒         | 旭化成3位  |
| 2022年度 (入社8年目)   | 第59回九州実業団対抗毎日駅伝大会   | 出走なし    | 出走なし | 出走なし         | 旭化成5位  |
| 2022年度 (入社8年目)   | 第67回全日本実業団対抗駅伝競走大会 | 3区(13.6㎞) | 区間11位 | 38分29秒         | 旭化成16位 |
| 2023年度 (入社9年目)   | 第60回九州実業団対抗毎日駅伝大会   | 6区(10.9㎞) | 区間賞   | 31分18秒(区間新) | 旭化成2位  |
| 2023年度 (入社9年目)   | 第68回全日本実業団対抗駅伝競走大会 | 2区(21.9㎞) | 区間6位  | 1時間02分39秒    | 旭化成3位  |
| 2024年度 (入社10年目)  | 第61回九州実業団対抗毎日駅伝大会   | 1区(12.8㎞) | 区間3位  | 37分03秒         | 旭化成優勝 |
| 2024年度 (入社10年目)  | 第69回全日本実業団対抗駅伝競走大会 | 5区(15.9㎞) | 区間2位  | 47分08秒         | 旭化成優勝 |